# Macedo de Cavaleiros
Macedo de Cavaleiros is een gemeente in het Portugese district Bragança.
De gemeente heeft een totale oppervlakte van 699 km² en telde 17.449 inwoners in 2001.

## Plaatsen in de gemeente
| - Ala - Amendoeira - Arcas - Bagueixe - Bornes - Burga - Carrapatas - Castelãos - Chacim - Cortiços - Corujas - Edroso - Espadanedo - Ferreira - Grijó | - Lagoa - Lamalonga - Lamas - Lombo - Macedo de Cavaleiros - Morais - Murçós - Olmos - Peredo - Podence - Salselas - Santa Combinha - Sezulfe | - Soutelo Mourisco - Talhas - Talhinhas - Vale Benfeito - Vale da Porca - Vale de Prados - Vilar do Monte - Vilarinho de Agrochão - Vilarinho do Monte - Vinhas |

Alfândega da Fé · Bragança · Carrazeda de Ansiães · Freixo de Espada à Cinta · Macedo de Cavaleiros · Miranda do Douro · Mirandela · Mogadouro · Torre de Moncorvo · Vila Flor · Vimioso · Vinhais